# Yakuza
A Yakuza (ヤクザ, [jaꜜkuza]), também conhecida como gokudō (極道), são os membros de grupos de uma organização criminosa transnacional originária do Japão. A polícia japonesa e a imprensa os chamam de bōryokudan (暴力団, "grupo de violência"), enquanto os membros da Yakuza chamam a si mesmos de "ninkyō dantai" (任侠団体 ou 仁侠団体, "Organização Cavalheirescas"). Os membros são notórios por seus códigos de conduta estritos e natureza muito organizada. Eles têm uma grande presença na mídia japonesa e agem internacionalmente com um número estimado de 500 000 membros.

## Nome
O termo Yakuza deriva da junção de Ya-Ku-Za (que significa 8-9-3). A sequência numérica é considerada o pior tipo de mão em um jogo de baralho típico japonês, similar ao Blackjack.

## Origem

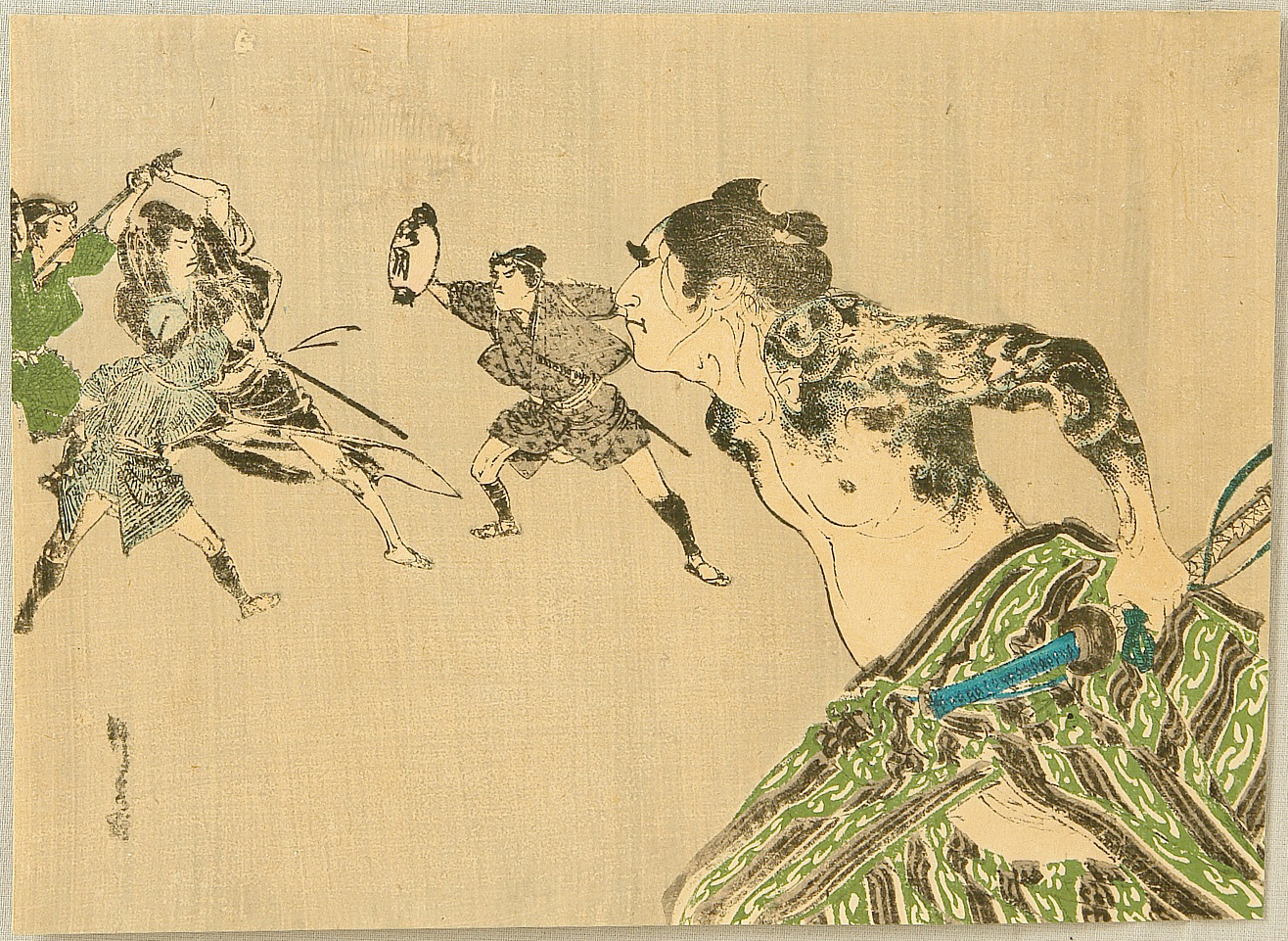
Um yakuza com uma tatuagem de dragão corre para ajudar seu camarada, que luta contra a polícia.

Apesar da incerteza acerca da origem das organizações yakuza, os yakuza mais modernos derivam de duas classificações que surgiram em meados do período Edo (1603 – 1868): dokai circle, aqueles que vendiam bens ilícitos, roubados ou de má qualidade; e os okada, aqueles que se envolviam ou participavam de jogos de azar.
Os "tekiya" (mascates) foram considerados um dos mais baixos grupos sociais de Edo. Assim que eles começaram a formar organizações próprias, eles assumiram algumas tarefas administrativas relacionadas ao comércio, tais como alocação de barracas e proteção de suas atividades comerciais. Durante festivais xintoístas, esses mascates abriam barracas e alguns membros eram contratados para atuar como seguranças. Cada mascate pagava uma renda em troca do local da barraca e proteção durante a feira.

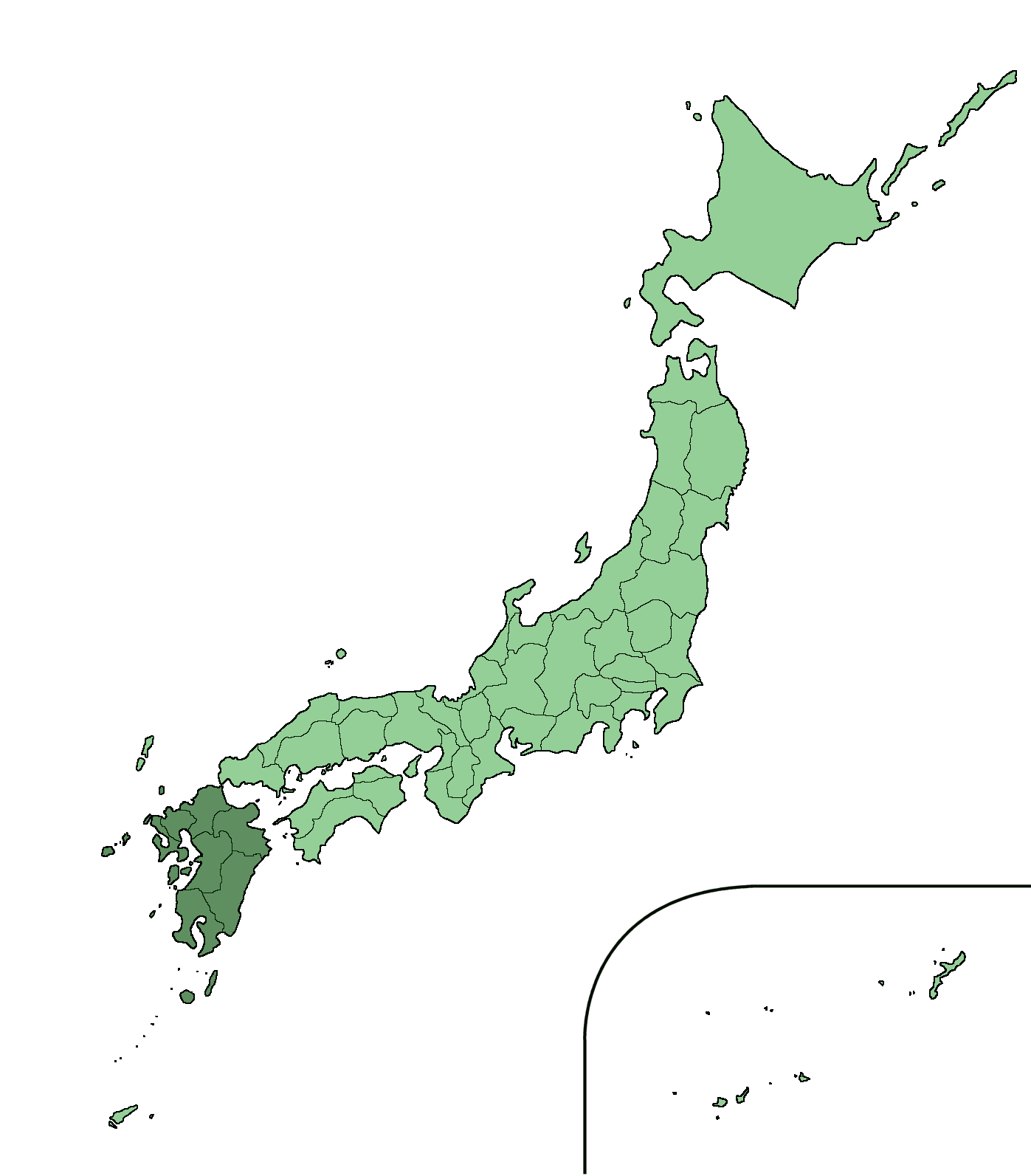
Por toda a história, especialmente desde a era moderna, a ilha de Kyushu foi a maior fonte de membros yakuza, incluindo muitos chefes renomados no Yamaguchi-gumi. Isokichi Yoshida (1867–1936) era da região de Kitakyushu e é considerado o primeiro yakuza moderno renomado. Recentemente, Shinobu Tsukasa e Kunio Inoue, os chefes dos dois clãs mais poderosos do Yamaguchi-gumi, são de Kyushu. Fukuoka, a parte mais ao norte da ilha, possui o maior número de sindicatos entre todas as províncias.

O governo Edo posteriormente reconheceu formalmente tais organizações tekiya e concedeu aos oyabun (líderes) dos tekiya um sobrenome bem como a permissão para carregar uma espada – a wakizashi, ou espada curta samurai (o direito a carregar a katana, ou espada comprida samurai, permanecia de uso exclusivo das castas da nobreza e dos samurais). Este foi um grande passo para os comerciantes, já que antigamente somente os samurais e nobres podiam carregar espadas.
Os Bakuto (apostadores) possuíam um nível social muito mais baixo que até mesmo os comerciantes, visto que as apostas eram ilegais. Muitas casas de jogo de azar surgiam em templos abandonados ou santuários na periferia de cidades e vilas por todo o Japão. A maior parte dessas casas de jogo operava negócios de agiotagem para seus clientes e eles normalmente mantinham seus próprios seguranças pessoais.

Kenichi Shinoda conhecido como Shinobu Tsukasa é o atual líder do Yamaguchi-gumi, o maior sindicato Yakuza desde meados do século XX.

Os próprios locais, bem como os bakuto, eram vistos com desdém pela sociedade em geral, sendo que muito da imagem indesejável dos yakuza surgiu dos bakuto, incluindo o próprio nome yakuza (ya-ku-za, ou 8-9-3, é um jogo parecido com blackjack).
Devido à situação econômica durante o período e a predominância da classe mercante, grupos de Yakuza em desenvolvimento eram compostos de desajustados e delinquentes que se juntaram ou formaram grupos yakuza para extorquir consumidores em mercados locais ao vender bens falsos ou defeituosos.
As raízes da yakuza podem ser vistas ainda hoje em cerimônias de iniciação, que incorporam rituais tekiya ou bakuto. Embora a yakuza moderna tenha se diversificado, algumas gangues ainda se identificam com um grupo ou outro. Por exemplo, uma gangue cuja fonte primária de receita seja o jogo ilegal pode se referir a si mesmos como bakuto.

## Organização e atividades

### Estrutura

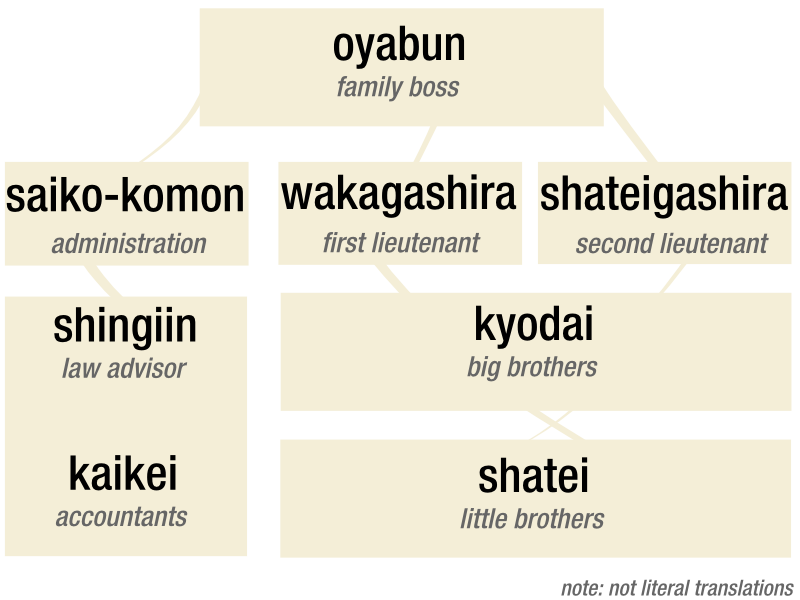
Hierarquia yakuza

Durante a formação da yakuza, eles adotaram a estrutura hierárquica japonesa tradicional de oyabun-kobun onde kobun (子分; lit. filho adotivo) deve a sua lealdade ao oyabun (親分, lit. pai adotivo). Em um período posterior, o código de jingi (仁義, justiça e dever) foi desenvolvido com a lealdade e o respeito sendo um estilo de vida.
A relação oyabun-kobun é formalizada pelo compartilhamento cerimonial de saquê de um único copo. Este ritual não é exclusivo da yakuza – ele é normalmente feito em casamentos tradicionais xintoístas japoneses e pode ter sido parte de relacionamentos de irmandade juramentada.
Durante o período da Segunda Guerra Mundial no Japão, a forma mais tradicional de organização tekiya/bakuto caiu em desuso com a população inteira sendo mobilizada para participar do esforço de guerra e a sociedade sendo controlada por um governo estritamente militar. No entanto, após a guerra, os yakuza novamente se adaptaram.
O yakuza em potencial vem de todas as esferas da vida. Os contos mais românticos contam como os yakuza aceitam os filhos que foram abandonados ou exilados por seus pais. Muitos yakuza iniciam no ensino fundamental ou médio como bandidos de rua comuns ou membros de gangues bōsōzoku. Talvez devido ao nível sócio-econômico baixo, inúmeros membros da yakuza vêm de grupos étnicos coreanos ou Burakumin.
Os grupos da yakuza são liderados por um oyabun ou kumichō (組長, cabeça de família) que dá ordens aos seus subordinados, os kobun. A este respeito, a organização é uma variação do modelo tradicional japonês senpai-kohai (novato-veterano). Membros das gangues yakuza cortam seus laços familiares e transferem sua lealdade para o chefe de gangue. Eles referem-se uns aos outros como membros da famíla – pais e irmãos mais velhos ou novos. A yakuza é formada quase que inteiramente por homens, havendo muito poucas mulheres envolvidas, que são chamadas de "nee-san" (姐さん, irmãs mais velhas). Quando o terceiro chefe do Yamaguchi-gumi Kazuo Taoka morreu no começo da década de 1980, sua esposa (Fumikyo) assumiu como chefe do grupo, ainda que por um curto período de tempo.
A yakuza possui uma estrutura organizacional complexa. Há um chefe geral do sindicato, o kumicho, e diretamente abaixo dele estão os saiko komon (conselheiros senior) e so-honbucho (chefes da sede). O segundo na linha de comando é o wakagashira, que governa algumas gangues em uma região com a ajuda de um fuku-honbucho que também é ele próprio responsável por algumas gangues. As próprias gangues regionais são governadas pelos seus chefes locais, os shateigashira.
Cada conexão entre os membros é ranqueada por uma hierarquia de sakazuki (compartilhamento de sakê). O Kumicho está no topo e controla vários saikō-komon (最高顧問, conselheiros senior). Os saikō-komon controlam seus próprios subordinados em diferentes áreas ou cidades. Outros estão abaixo deles, incluindo subchefes, conselheiros, contadores e executores.
Aqueles que receberam sakê de um oyabun são parte da respectiva família e ranqueados em termos de irmão mais velho ou mais novo. No entanto, cada kobun, por sua vez, pode oferecer o sakazuki como oyabun para seus subordinados para formar uma organização afiliada, que pode, por sua vez, formar organizações de nível inferior. No Yamaguchi-gumi, que controla por volta de 2 500 negócios e 500 grupos yakuza, há organizações subsidiárias de quinto nível.

#### Rituais
Yubitsume, ou o corte do dedo de alguém, é uma forma de penitência ou pedido de desculpas. Após uma primeira ofensa, o transgressor deve cortar a ponta de seu dedinho esquerdo e dar a parte cortada para seu chefe. Algumas vezes o subchefe pode fazer isso em penitência ao oyabun se ele quiser poupar um membro de sua própria gangue de sofrer mais retaliações.
Sua origem deriva a maneira tradicional de segurar uma espada japonesa. Os três dedos menores de cada mão são usados para segurar a espada com força, com o polegar e o indicador levemente soltos. A remoção dos dedos começando com o dedinho e indo até o indicador progressivamente enfraquece a mão de um espadachim.
A ideia é que uma pessoa que não consegue segurar a espada firmemente necessita confiar mais no grupo para ter proteção – reduzindo ações individualistas. Em anos mais recentes, dedos postiços foram desenvolvidos para disfarçar a aparência diferente.

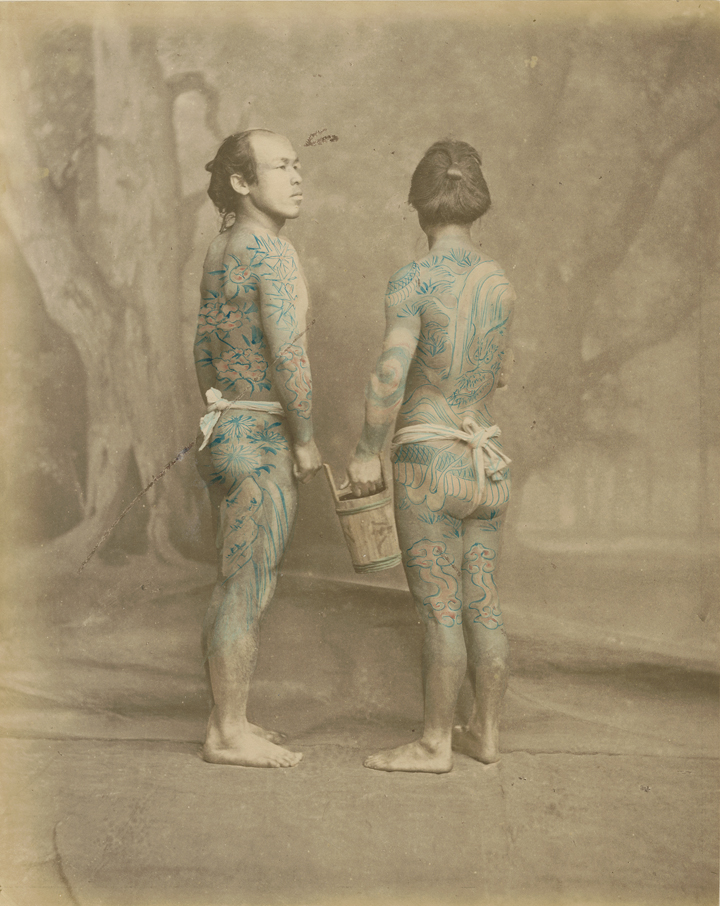
Um exemplo antigo de tatuagens Irezumi, da década de 1870.

Muitos yakuza possuem o corpo cheio de tatuagens (incluindo órgãos genitais). Essas tatuagens, conhecidas como irezumi no Japão, são frequentemente ainda feitos à mão, isto é, a tinta é inserida abaixo da pele usando ferramentas manuais não elétricas com agulhas de bambu ou aço. O procedimento é caro, dolorido e pode demorar anos para se completar.
Quando membros da yakuza jogam cartas de Oicho-Kabu uns com os outros, eles normalmente retiram suas camisetas ou abrem-nas e amarram-nas na cintura. Isto lhes permite exibir suas tatuagens aos outros. Este é um dos únicos momentos em que os membros da yakuza exibem suas tatuagens aos outros, visto que eles costumam mantê-las escondidas em público com camisas de manga comprida e gola alta. Quando novos membros se associam, eles frequentemente não são forçados a remover suas calças para revelar qualquer tatuagem na parte inferior do corpo.

## Principais famílias
| Nome                                                                             | Descrição | Símbolo |
| -------------------------------------------------------------------------------- | --- | ------- |
| Yamaguchi-gumi (六代目山口組)                                                    | Criada em 1915 é a maior família da Yakuza, tem mais de 40 mil membros e é dividida em 750 clãs. Seu Oyabun (líder) é o Kenichi Shinoda.                                             |         |
| Sumiyoshi-rengo (住吉会, às vezes chamado de Sumiyoshi-kai (住吉会)              | É a segunda maior família da Yakuza, com mais de dez mil membros divididos em 177 clãs. Seu Oyabun atual é o Shigeo Nishiguchi, Osomuya Tanaka. É inimiga de morte da Yamaguchi-gumi |         |
| Inagawa-kaï(稲川会)                                                              | É a terceira maior família da Yakuza, tem mais de 7 mil membros e é dividida em 177 clãs. Seu Oyabun atual é o Kakuji Inagawa. Foi a primeira Yakuza a operar fora e dentro do Japão |         |
| Towa Yuai Jigyo Kumiai (東亜友愛事業組合), às vezes chamada de Towa-kai (東亜会) | É a quarta maior família da Yakuza, tem mais de mil membros e é dividida em 6 clãs. Seu Oyabun atual é o Satoru Nomura. Foi a primeira Yakuza japonesa a ser criada na Coreia.       |         |

## Atividades atuais

### Japão
A yakuza é considerada uma organização semi-legitimada. Por exemplo, imediatamente após o Terremoto de Kobe, o Yamaguchi-gumi, cuja sede é em Kobe, mobilizou-se para fornecer serviços de socorro (incluindo o uso de um helicóptero) e isto foi amplamente noticiado pela mídia como uma contradição com a resposta muito mais lenta do governo japonês. A yakuza repetiu seu auxílio após o terremoto e tsunami em Tohoku, em 2011, com grupos abrindo seus escritórios para refugiados e enviando dezenas de caminhões com suprimentos para áreas afetadas. Por esta razão, muitos yakuza consideram sua renda como uma espécie de coleta de imposto feudal.

... A yakuza tende a ser mais gentil que seus primos italianos. Em geral, eles não se envolvem com roubo, furto ou outros crimes de rua. — Jake Adelstein

Muitos sindicatos yakuza, com destaque para o Yamaguchi-gumi, oficialmente proíbem seus membros de se envolverem em tráfico de drogas, enquanto alguns sindicatos, como o Dojin-kai, envolvem-se bastante com isto.
Alguns grupos yakuza são conhecidos por lidar com tráfico humano. As Filipinas, por exemplo, são uma fonte de jovens mulheres. A yakuza convence meninas de vilas pobres a virem para o Japão, onde elas teriam empregos respeitáveis com bons salários. Ao invés disso, elas são forçadas a se tornarem prostitutas e strippers.
Outra atividade da yakuza é trazer mulheres de outras etnias/raças, especialmente do Leste europeu e Sudeste asiático, para o Japão com a isca de um futuro glamouroso, mas então forçando-as à prostituição.

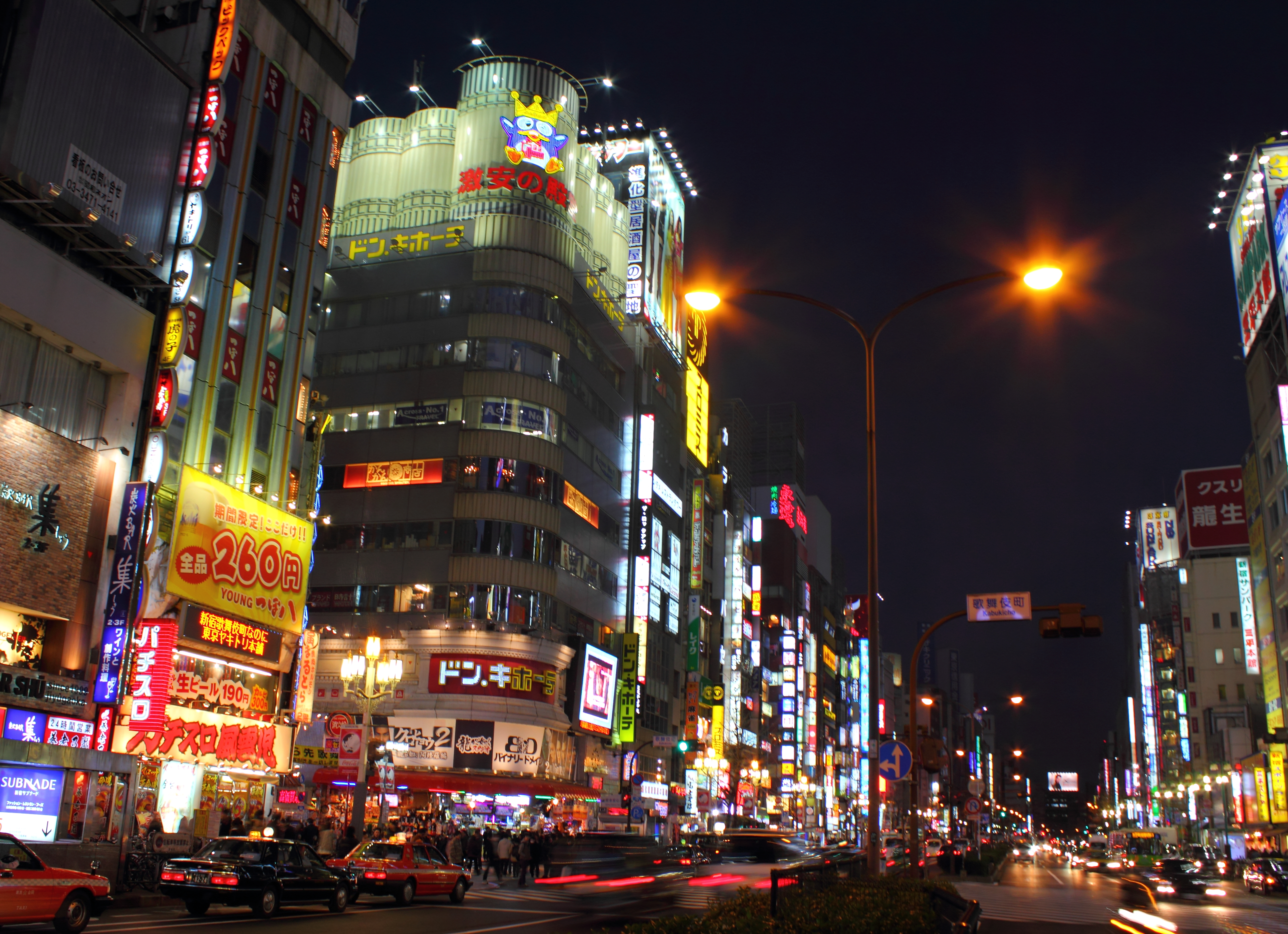
Os becos e ruas de Shinjuku são um ponto de encontro moderno e popular da yakuza em Tóquio.

A yakuza envolve-se frequentemente em uma forma de extorsão unicamente japonesa, conhecida como sokaiya. Ao invés de assediar pequenos negócios, a yakuza assedia reuniões de acionistas de uma corporação maior. Eles simplesmente assustam os acionistas minoritários com a presença de membros da yakuza, que obtêm o direito de comparecer à reunião ao comprar uma pequena quantia de ações.
A yakuza também tem laços com o mercado imobiliário japonês e bancos, através do jiageya. Os Jiageya especializam-se em induzir os detentores de pequenas propriedades a venderem sua propriedade para que companhias imobiliárias possam prosseguir com seus grandes projetos arquitetônicos. Muitas vezes culpa-se a bolha econômica do Japão da década de 1980 pela especulação imobiliária por subsidiárias dos bancos. Após o colapso da bolha imobiliária japonesa, um gerente de um grande banco em Nagóia foi assassinado, havendo muita especulação sobre as conexões indiretas entre a indústria bancária a o submundo japonês.

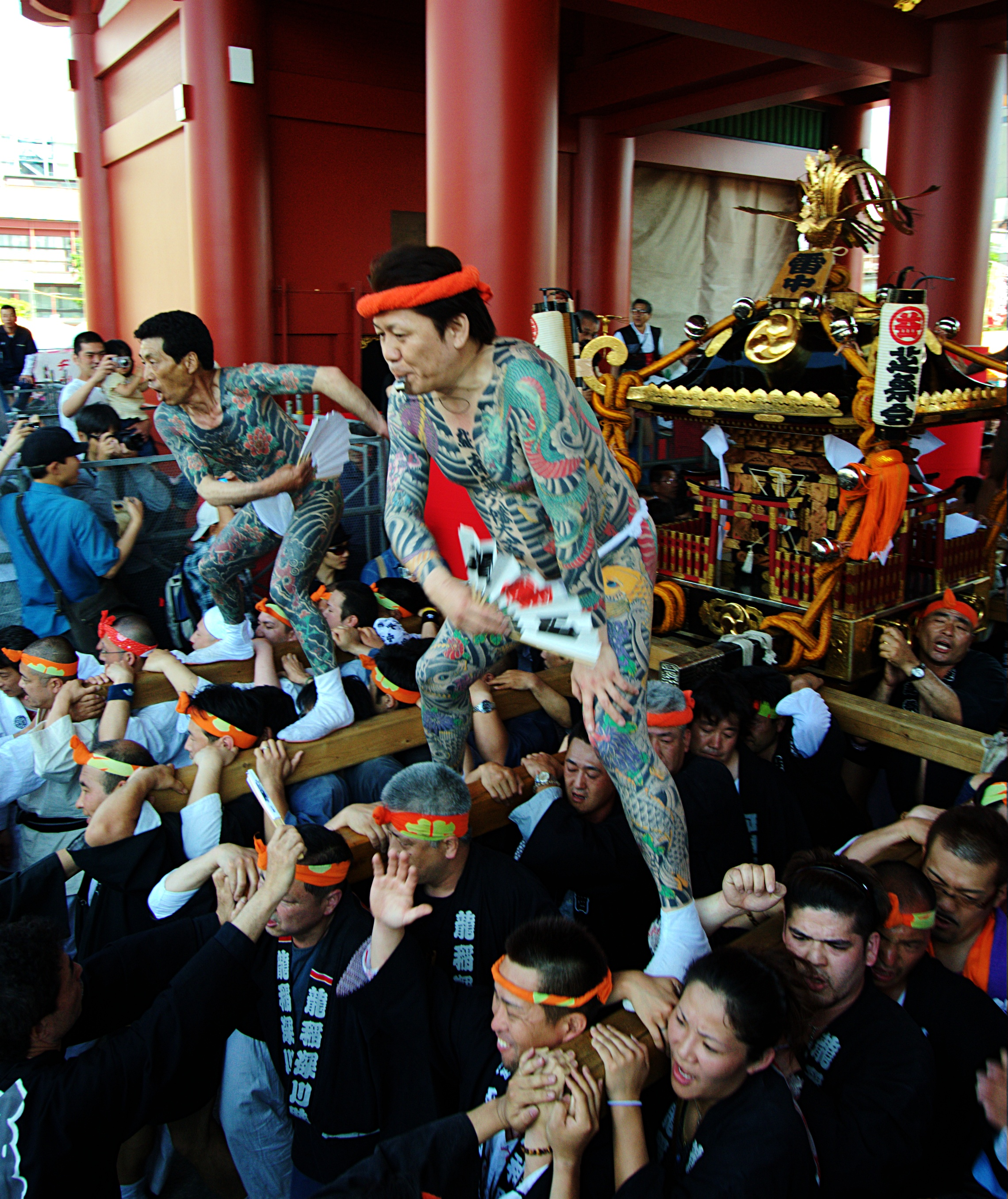
A Yakuza muitas vezes participa de festivais locais, como o Sanja Matsuri, onde eles carregam um santuário pelas ruas exibindo suas tatuagens elaboradas.

Sabe-se que a yakuza realiza grandes investimentos em empresas conhecidas e legítimas. Em 1989, Susumu Ishii, o oyabun do Inagawa-kai (um grupo bem conhecido da Yakuza) comprou ações da Tokyo Kyuko Electric Railway no valor de 255 milhões de dólares. A Comissão de Supervisão de Valores Mobiliários do Japão tem conhecimento de mais de 50 empresas com laços com o crime organizado, sendo que em março de 2008, a Bolsa de Valores de Osaka decidiu rever todas as empresas listadas e expulsar aquelas com laços com a yakuza.
Por uma questão de princípio, o roubo não é reconhecido como uma atividade legítima da yakuza. Isto está em linha com a ideia de que as atividades deles são semiabertas; o roubo, por definição, seria uma atividade covarde. Mais importante, tal ato seria considerado uma transgressão pela comunidade. Além disso, a yakuza não costuma conduzir a operação dos negócios ela própria. Atividades centrais, como o merchandising, agiotagem ou administração de casas de apostas são normalmente gerenciadas por membros de fora da yakuza, que pagam taxas de proteção por suas atividades.
Há muita evidência do envolvimento da yakuza em crimes internacionais. Há muitos membros tatuados da yakuza presos em várias prisões da Ásia por crimes tais como tráfico de drogas e contrabando de armas. Em 1997, um membro da yakuza foi capturado traficando 4 quilos de heroína no Canadá.
Em 1999, Mickey Zaffarano, membro da família Bonanno da máfia ítalo-americana, falou sobre os lucros do comércio da pornografia que ambas as famílias poderiam ganhar.
Devido à sua história como uma organização feudal legítima e sua conexão com o sistema político japonês através do uyoku (grupos políticos de extrema direita), a yakuza de algum modo faz parte das instituições japonesas, com seis revistas de fãs relatando suas atividades. Um estudo descobriu que nove entre dez adultos com menos de 40 anos acreditam que a yakuza não deveria existir. Na década de 1980, na província de Fukuoka, uma guerra yakuza saiu fora do controle e civis se feriram. Foi um grande conflito entre o Yamaguchi-gumi e o Dojin-kai, chamado de Guerra Yama-Michi. A polícia interveio e forçou os chefes dos dois lados declararem uma trégua em público.
Por muitas vezes, pessoas em cidades japonesas lançaram campanhas antiyakuza com resultados diversos. Em março de 1995, o governo japonês aprovou o Ato pela Prevenção de Atividades Ilegais por Membros de Grupos Criminosos, que tornou a extorsão tradicional muito mais difícil. Começando em 2009, liderado por Takaharu Ando, a polícia japonesa começou a reprimir as gangues. Kiyoshi Takayama, chefe do Kodo-kai, foi preso no final de 2010. Em dezembro de 2010, a polícia prendeu o número três na hierarquia do Yamaguchi-gumi, Tadashi Irie. De acordo com a mídia, encorajados por leis antiyakuza mais duras, governos locais e empresas de construção começaram a evitar ou proibir atividades yakuza ou envolvimento em suas comunidades ou projetos de construção. A polícia estava em desvantagem, no entanto, pela falta de um equivalente da delação premiada e proteção à testemunha que outros países têm. Leis foram aprovadas em Osaka e Tóquio em 2010 e 2011 para tentar combater a influência yakuza ao tornar ilegal a qualquer empresa realizar negócios com a Yakuza.
Ironicamente, Kobe, o lar do maior sindicato yakuza, o Yamaguchi-gumi, é uma das cidades mais seguras do Japão, pois criminosos mais simples, tais como gangues de rua e trombadinhas, têm medo de atrair a atenção da yakuza, então eles evitam atuar na cidade.

#### O auxílio da Yakuza na catástrofe em Tohoku
Após o terremoto e tsunami em Tohoku em 11 de março de 2011, a yakuza enviou centenas de caminhões cheios de comida, água, cobertores e acessórios sanitários para ajudar as pessoas nas áreas afetadas pelo desastre natural. A CNN México disse que, apesar da yakuza operar através da extorsão e outros métodos violentos, eles "agiram em silêncio para fornecer auxílio àqueles em maior necessidade." Tais ações da yakuza são um resultado de seu conhecimento sobre como é "cuidar de si mesmo", sem qualquer auxílio do governo ou apoio da comunidade, porque eles também são considerados "párias" e "abandonados pela sociedade". Além disso, o código de honra da yakuza (ninkyo) valoriza a justiça e a honra acima de tudo e proíbe permitir o sofrimentos aos outros.

### Estados Unidos
A atividade da yakuza nos Estados Unidos é mais concentrada no Havaí, mas eles também marcam presença em outras partes do país, especialmente em Los Angeles e na Baía de San Francisco, bem como Fresno, Raleigh, Houston, Oregon, Denver, Chicago, e New York City. Fala-se que a yakuza usa o Havaí como uma estação intermediária entre o Japão e o continente americano, traficando metanfetamina para dentro dos Estados Unidos e traficando armas de fogo para dentro do Japão. Eles facilmente se misturam à população local, visto que muitos turistas do Japão e de outros países asiáticos visitam as ilhas e que há uma grande população de residentes que são completa ou parcialmente descendentes de japoneses. Eles também trabalham com gangues locais, direcionando turistas japoneses para casas de jogos e bordeis.
Na Califórnia, a yakuza fez alianças com gangues locais de vietnamitas e coreanos, bem como da Tríade chinesa, com vietnamitas sendo a aliança mais comum. As alianças com gangues vietnamitas datam do final da década de 1980 e a maioria dos gangster vietnamistas é usada como força bruta, visto que eles têm potencial de se tornarem extremamente violentos quando é preciso (a yakuza viu o potencial ao observar os constantes tiroteios em cafés e invasões à domicílios na década de 1980 e começo da década de 1990). Os gangsters vietnamistas também não são tão imprudentes ou facilmente capturados como outras gangues étnicas da região, o que atrai a yakuza. Na cidade de Nova Iorque, eles parecem cobrar taxas de corretagem de mafiosos e homens de negócios americanos para guiar turistas japoneses para estabelecimentos de jogos de azar, tanto legais quanto ilegais.
Revólveres fabricados nos Estados Unidos contribuem por uma grande fatia (33%) dos revólveres apreendidos no Japão, seguido por China (16%) e Filipinas (10%). Em 1990, um revólver Smith & Wesson calibre .38 que custa 275 dólares nos Estados Unidos poderia ser vendido por 4 mil em Tóquio. Em 1997, ele seria vendido por apenas 500 dólares, devido à proliferação de armas no Japão durante a década de 1990.
O FBI suspeita que a yakuza usa várias operações para lavar dinheiro nos Estados Unidos.
Em 2001, o representante do FBI em Tóquio providenciou para que Tadamasa Goto, o líder do grupo Goto-gumi recebesse um transplante de fígado no UCLA Medical Center, nos Estados Unidos, em troca de informação sobre operações do Yamaguchi-gumi nos Estados Unidos. Isto foi feito sem uma consulta prévia à Agência Nacional da Polícia (Japão). O jornalista que descobriu o caso recebeu ameaças de Goto e recebeu proteção policial nos Estados Unidos e no Japão.

### Coreia do Norte
O membro da yakuza Yoshiaki Sawada foi liberado na Coreia do Norte após passar 5 anos no país por uma tentativa de subornar um oficial norte coreano e por traficar drogas.

## Membros
De acordo com um discurso de Mitsuhiro Suganuma em 2006, um ex-oficial da Agência de Inteligência e Segurança Pública, por volta de 60% dos membros da yakuza vêm de burakumin, descendentes de uma classe marginalizada feudal, aproximadamente 30% deles são coreanos nascidos no Japão, e 10% são grupos étnicos chineses ou japoneses burakumin.

### Burakumin
O burakumin é um grupo que é socialmente discriminado em relação à sociedade japonesa, cujos registros históricos datam do período Heian, no século XI. Os burakumin são descendentes de comunidades marginalizadas do período pré-moderno, especialmente da era feudal, principalmente aqueles com ocupações consideradas contaminadas com a morte ou sujeitas a rituais de purificação, tais como açougueiros, carrascos ou trabalhadores de couro. Eles tradicionalmente viviam em suas próprias aldeias isoladas.
De acordo com David E. Kaplan e Alec Dubro, os burakumin contribuem com cerca de 70% dos membros do Yamaguchi-gumi, o maior sindicado yakuza do Japão.

### Coreanos étnicos
Enquanto os coreanos étnicos correspondem a apenas 0,5% da população japonesa, eles são uma parte proeminente da yakuza, embora, ou talvez porque, eles sofrem uma severa discriminação na sociedade japonesa juntamente com os burakumin. No começo da década de 1990, 18 dos 90 chefes do Inagawa-kai era coreanos étnicos. A Japanese National Police Agency sugeriu que os coreanos compõem 10% da yakuza inteira e 70% dos burakumin no Yamaguchi-gumi. Alguns dos representantes do Bōryokudan também são. A quantidade coreanos tem sido um tabu intocável no Japão e uma das razões de a versão japonesa de Yakuza (1986), de Kaplan e Dubro, não ter sido publicada até 1991 com a retirada de descrições relacionadas aos coreanos do Yamaguchi-gumi.
Pessoas nascidas no Japão com ascendência coreana são consideradas estrangeiros residentes devido a sua etnicidade e são muitas vezes rejeitados em negociações legítimas mas, contudo, são aceitos pela yakuza justamente porque eles encaixam-se na imagem de "fora do grupo". Membros famosos da yakuza descendentes de coreanos incluem Hisayuki Machii, o fundador do Toa-kai, Tokutaro Takayama, o presidente da quarta geração do Aizukotetsu-kai, Jiro Kiyota, o presidente da quinta geração do Inagawa-kai, Hirofumi Hashimoto, o líder do Kyokushinrengo-kai, e os chefes de 6ª e 7ª geração do Sakaume-gumi. 

## Enforcementindireto
Desde 2011, a regulação tornando ilegal o negócio com membros da yakuza levou ao declínio do número de membros associados depois do pico do século XXI. A Agência de Serviços Financeiros solicitou ao Mizuho Financial Group o melhoramento de seu compliance e que seus executivos reportassem em 28 de outubro de 2013 o que eles sabiam sobre empréstimo a grupos criminosos feitos por uma afiliada de crédito ao consumidor. Isto aumentou a pressão em relação ao braço da yakuza nos Estados Unidos. Em 2011, instituições financeiras foram obrigadas a congelar os ativos da yakuza. Em 2013, o Departamento de Tesouro dos Estados Unidos congelou cerca de US$ 55.000 de ativos da yakuza, incluindo dois cartões da American Express.

## Representações
Os yakuzas são representados principalmente na série de jogos Grand Theft Auto, aparecendo em GTA 2, 3, Advance e Liberty City Stories. Em todas as suas aparições seu oyabun é Asuka Kasen, e o wakagashira Kenji Kasen. No jogo, Yakuza é o nome usado para se referir a gangue, embora o termo é normalmente usado para se referir aos membros da organização em geral.
A série de jogos Yakuza, da Sega, protagonizada pelo ex-yakuza Kazuma Kiryu, representa o submundo japonês com uma fidelidade reconhecida até mesmo por yakuzas reais.